# Cordón El Infierno
El Cordón El Infierno es un accidente geográfico que forma parte de la Sierra de Aconchi, situada en límite noroeste del municipio de Aconchi con el municipio de San Felipe de Jesús, en el centro del estado de Sonora, México, en la zona de la Sierra Madre Occidental.
Tiene un altitud de 1,814 metros sobre el nivel del mar (m s. n. m.). Se encuentra a 11 km al noroeste del pueblo de Aconchi, otras montañas cercanas son Cerro Trébol y Mesa La Huertita.